# Val (eenheid)
De val of equivalent is een verouderde meeteenheid, die aangeeft in welke mate een stof bindingen kan aangaan met andere stoffen. Het begrip werd gebruikt in de scheikunde en de biologie.
De val wordt meestal uitgedrukt in mval of mEq. De val is de hoeveelheid massa in grammen van een stof die reageert met 6,02214 × 1023 elektronen. Dit komt overeen met de constante van Avogadro: het aantal deeltjes in een mol.
De val wordt nog gebruikt bij het meten van de verschillende bestanddelen van biologische vloeistoffen (sappen). Zo ligt bijvoorbeeld de hoeveelheid kalium in menselijk bloed tussen de 3,5 en 5,0 mEq/L.

## Definities
Het begrip wordt formeel als volgt gedefinieerd:
| die massa (in grammen) van een stof welke reageert met 6,02214 × 1023 (of 1 mol) elektronen |

(Dit aantal komt overeen met de constante van Avogadro: het aantal deeltjes in een mol).
Er bestaat nog een definitie, die iets minder precies is:
| het aantal grammen van een stof dat kan reageren met één gram vrije waterstof |

Aangezien waterstof één vrij elektron heeft, komt een gram ervan praktisch overeen met 6,02214 × 1023 elektronen. Daarom is het equivalentgewicht van een gegeven stof praktisch gelijk aan de hoeveelheid stof uitgedrukt in molen, gedeeld door de valentie (z) van de stof:
{\displaystyle n_{eq}=n_{mol}\cdot z}

## mEq
Omdat het equivalentgewicht vaak uiterst klein is, wordt het vaak uitgedrukt in milli-equivalent (mEq of meq): duizendsten van equivalent. Deze maat wordt zeer vaak gebruikt voor mEq opgeloste stof per liter oplosmiddel (mEq/L). Dit geldt in het bijzonder voor samengestelde stoffen in biologische vloeistoffen; zo wordt voor mensen vanaf 7 jaar een gezond kaliumniveau in bloed gedefinieerd als 3,6—5,0 mEq/L.

## Val versus mol
Bij de kwantitatieve analyse van reacties zijn equivalenten bruikbaarder dan andere manieren om de concentratie te meten, zoals de mol. Met name is het bij het gebruik van equivalenten niet nodig veel over de aard van de reactie te weten; chemische reacties hoeven niet te worden geanalyseerd of gelijkgemaakt. Equivalenten van reagentia reageren in gelijke getale tot gelijke equivalenten van de producten.
- Bij eenwaardige ionen is 1 val = 1 mol
- Bij tweewaardige ionen is 1 val = 0,5 mol
- Bij driewaardige ionen is 1 val = 0,333 mol

Het verschil tussen val en mol wordt duidelijk bij een reactievergelijking:
{\displaystyle {\ce {2 NaOH + H2SO4 -> Na2SO4 + 2 H2O}}}
- In mol: twee mol natriumhydroxide reageert met één mol zwavelzuur en vormt daarbij één mol natriumsulfaat en twee mol water.
- In val: twee val natriumhydroxide reageren met twee val zwavelzuur en vormen daarbij twee val natriumsulfaat en twee val water.

Het voordeel van het uitdrukken in val is dat bij reacties altijd een veelvoud van val voorkomt en alle bij de reactie betrokken stoffen dezelfde hoeveelheid val hebben.

## Voorbeeld
Wanneer een titratie wordt uitgevoerd, bijvoorbeeld men wil de hoeveelheid zwavelzuur in een oplossing bepalen met natronloog, vindt de volgende reactie plaats:
{\displaystyle {\ce {2 NaOH + H2SO4 -> Na2SO_4 + 2 H2O}}}
Hier reageert 1 mol zwavelzuur met 2 mol natronloog. In equivalenten uitgedrukt reageren gelijke hoeveelheden natronloog met zwavelzuur en wordt een gelijke hoeveelheid natriumsulfaat gevormd, namelijk 2.
In het geval van een titratie van zoutzuur met natronloog, maakt het niet uit of je de hoeveelheid uitdrukt in mol of equivalent, zie volgende reactie:
{\displaystyle {\ce {NaOH + HCl -> H2O + NaCl}}}